# Luci Manli Acidí (pretor 210 aC)
|  | Per a altres significats, vegeu «Luci Manli Acidí Fulvià». |

Luci Manli Acidí (en llatí: Lucius Manlius Acidinus) va ser un cavaller romà elegit pretor urbà l'any 210 aC. Formava part de la gens Mànlia, una família d'origen patrici de les més antigues de Roma.
Aquell any 210 aC va ser enviat pel senat a Sicília per fer tornar al cònsol Valeri per a celebrar les eleccions. L'any 207 aC amb tropes estacionades a Narni va fer front a Hasdrúbal a qui va derrotar. L'any 206 aC Luci Corneli Lèntul li va transferir el proconsolat de la Hispània Ulterior i el 205 aC va conquerir el país dels ausetans i el dels ilergets, que estaven revoltats contra Roma aprofitant l'absència d'Escipió l'Africà. Sembla haver estat menys gasiu que el seu company, i només va declarar com a recaptat 1.200 lliures de plata i 30 d'or. Va tornar a Roma el 199 aC, però el tribú Publi Porci Leca no el va deixar entrar a la ciutat amb ovació tal com el senat li havia concedit.